# Keletázsia (1984)

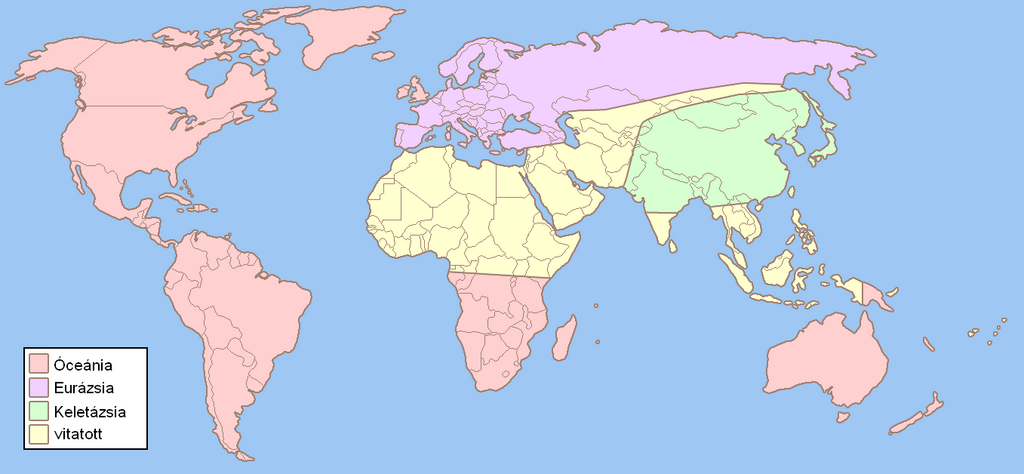
Az 1984 világtérképe. A világoszölddel jelölt rész Keletázsia területe

Keletázsia az egyik diktatórikus állam a három közül George Orwell 1984 című regényében. Az állam határai nincsenek tisztán meghatározva, de bizonyos, hogy a mai Kína, Mongólia, Japán, Tajvan, és Koreai-félsziget területét fedi le. (India határterületnek számít a könyvben.)
Az állam tíz évvel Óceánia és Eurázsia létrejötte után alakult meg, 1959-ben.
Keletázsia Óceánia ellen Indonézia és Új-Guinea birtoklásáért továbbá a Csendes-óceán szigeteiért harcol. Politikai ideológiájának a regény, és Szíjgyártó fordítása szerint: „kínai neve van, amelyet halálimádatnak szoktak fordítani, az önkiirtás kifejezés azonban talán pontosabb.”
Utólagos visszafordítással a kínai név valószínűsíthetően 死亡 崇拜 (szevang csungpaj (sǐwáng chóngbài), „Halálkultusz”).
Nem sok információt közöl az államról a könyv, ugyanakkor köztudott, hogy a három hatalmas állam közül ez a legkisebb és a legfiatalabb. Emmanuel Goldstein könyve szerint egy évtizeddel a többi állam létrejötte után, az 1960-as években alapították meg, zavaros harcok évei után. Az is kiderül a könyvből, hogy a keletázsiaiak szorgalmuk és termékenységük révén felül tudnak kerekedni területi alkalmatlanságaikon a többi két államhoz képest.